# Almirante Tamandaré
Pour les articles homonymes, voir Almirante Tamandaré (homonymie).
Almirante Tamandaré est une ville brésilienne de l'est de l'État du Paraná. Elle se situe par 25° 19' 30" de latitude sud et par 49° 18' 36" de longitude ouest, à une altitude de 582 mètres. Sa population était estimée à 103 202 habitants en 2010. La municipalité s'étend sur 195 km².

## Maires

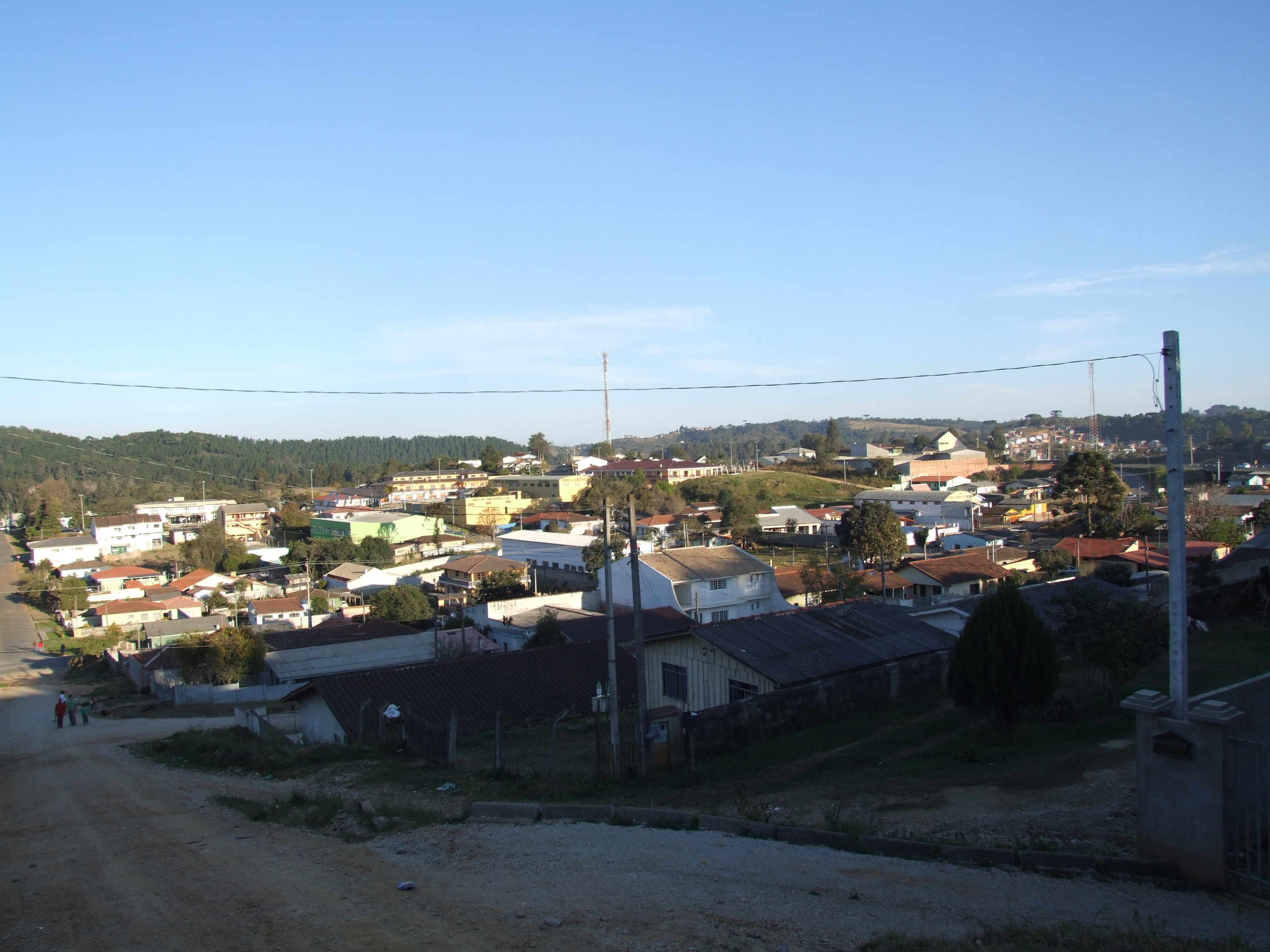
Paysage d'Almirante Tamandaré

| Période | Période | Identité               | Étiquette | Qualité |
| ------- | ------- | ---------------------- | --------- | ------- |
| 2009    | 2012    | Vilson Rogério Goinski | PMDB      |         |
| 2013    | 2016    | Adnei José Siqueira    | PSD       |         |